# 100 Dywizja Strzelecka (ZSRR)
100 Dywizja Strzelecka (ros. 100-я стрелковая дивизия) – związek taktyczny piechoty Armii Czerwonej, żołnierze dywizji uczestniczyli m.in. w uwolnieniu więźniów niemieckiego obozu Auschwitz-Birkenau.

## I formowanie
Dywizja Strzelców sformowana w Uralskim Okręgu Wojskowym. Brała udział w agresji na Polskę w 1939 i w wojnie zimowej w Finlandii.
W czerwcu 1941 roku w składzie 2 Korpusu Strzeleckiego 13 Armii Frontu Zachodniego.
W 1941 w jej skład wchodziły:
- 85 pułk strzelecki
- 331 pułk strzelecki
- 355 pułk strzelecki
- 34 pułk artylerii
- 46 pułk artylerii haubic
- 81 pułk artylerii przeciwpancernej oraz 397 dywizjon moździerzy, 183 dywizjon artylerii przeciwlotniczej, 69 batalion rozpoznawczy, 90 batalion saperów, 29 batalion łączności, 23 batalion medyczno-sanitarny, 2 batalion transportowy i 62 kompania chemiczna.

Po walkach pod Jelnią, na bazie resztek dywizji utworzono 1 Dywizję Strzelecką Gwardii.

## II formowanie
Dywizja ponownie sformowana 18 marca 1942 w Wołogdzie w Archangielskim Okręgu Wojskowym. Żołnierze pochodzili głównie z okręgów wojskowych: Wołogdy, rejonów Archangielska i regionów Republiki Komi.
Za zdobycie Lwowa w ramach operacji lwowsko-sandomierskiej dywizja otrzymała miano „lwowskiej”. W 1945 roku razem z 148 Dywizją Strzelecką i 304 Dywizją Strzelecką wchodziła w skład 106 Korpusu Strzeleckiego. W czasie walk na ziemiach polskich 100 DS dowodził gen. mjr Fiodor Krasawin. Dywizja uczestniczyła m.in. w ofensywie Armii Czerwonej rozpoczętej 12 stycznia 1945 roku, biorąc udział w przełamaniu niemieckich fortyfikacji Stellung a2. W trakcie operacji sandomiersko-śląskiej żołnierze dywizji 27 stycznia 1945 roku wyzwolili więźniów niemieckiego obozu Auschwitz-Birkenau. Jako pierwsi do obozu dotarli żołnierze 454 pułku piechoty. Przed południem zwiadowcy dywizji weszli na teren podobozu Monowitz. W południe oswobodzono centrum Oświęcimia, a ok. godz. 15.00, po krótkiej potyczce z wycofującymi się Niemcami, weszli jednocześnie na teren KL Auschwitz I i do oddalonego o mniej więcej 2 km Birkenau. 
W jej skład wchodziły:
- 454 pułk piechoty
- 460 pułk piechoty
- 472 pułk piechoty
- 1031 pułk artylerii oraz 408 samodzielny dywizjon przeciwpancerny, 189 kompania rozpoznawcza, 326 batalion inżynieryjny, 676 samodzielny batalion łączności (640 samodzielna kompania łączności), 246 batalion medyczno-sanitarny, 346 samodzielny batalion przeciwchemiczny, 530 kompania transportu samochodowego, 374 piekarnia polowa, 845 dywizyjny szpital weterynaryjny (walczyły też psy i konie), 1973 polowa stacja pocztowa (poczta polowa) i 1153 Polowa Kasa Banku Państwowego.

## Dowódcy dywizji
- kombrig Arkadij Jermakow (był w 1939)[5]
- gen. mjr Iwan Russijanow[1]
- gen. mjr Fiodor Krasawin[6]